# Banco Inglés de Río de Janeiro
Die Banco Inglés de Río de Janeiro ist ein Bauwerk in der uruguayischen Landeshauptstadt Montevideo.
Das 1890 errichtete Gebäude befindet sich in der Ciudad Vieja an der Calle Zabala 1480 zwischen den Straßen 25 de Mayo und Cerrito. Für den Bau zeichnete Ingenieur Pascual Ipata verantwortlich. Während es ursprünglich für die Banco de Londres erbaut wurde und als Bankgebäude diente, sind heute lediglich die Fassade und das Atrium erhalten. Eine Nutzung findet derzeit (Stand: 2008) nicht statt. Mittlerweile trägt es die Bezeichnung des Instituto Nacional de Artes Escénicas (INAE), für das zurzeit eine Umgestaltung und Neuprojektierung des zwölf Meter hohen, einstöckigen Bauwerks mit einer Grundfläche von 848 m² stattfindet.
Seit 1972 ist das Gebäude als Monumento Histórico Nacional klassifiziert.